# 尾付きフック (ライフゲーム)
尾付きフック（Hook with tail）は、ライフゲームにおける固定物体である。